# Аларих I
Аларих I или Аларик I (гот. Alareiks) је био визиготски краљ између 395. и 410. године. Био је први германски вођа који је освојио Рим. Одиграо је значајну улогу у пропасти Западног римског царства. Припадао је династији Балтинга и био је син визиготског вође Рочестеса. Родио се око 375. године на Пеуки, острву које се налази на делти Дунава. У доба кад се он родио, Визиготи су живели на територији данашње Бугарске, пошто су побегли пред Хунима на јужну обалу Дунава под вођством Фритигерна, а по дозволи римског цара Валенса.

## У служби Рима
Током 4. века било је уобичајено да римски цареви унајмљују савезнике који су се звали „федерати“ – германске паравојне снаге под римском командом које су биле организоване према племенској структури. Споразумом склопљеним 381. између Теодосија и Атанарика Визиготи су постали „федерати“ - римски савезници који су служили у редовима римских легија, а заузврат им је дозвољено да се населе на територији Рима уз велики ниво аутономије.
Теодосије је умро 395. године а наследили су га синови Аркадије и Хонорије. Аркадије је наследио Источно римско царство, а Хонорије Западно римско царство. Аркадије се није показао много заинтересованим за владање а Хонорије је био још увек малолетан, тако да је у његово име владао "магистер милитум" Стилихон. Према Едварду Гибону, Аларих се надао титули врховног војсковође (лат. Magister Militum) и био одбијен. Међу Визиготима је владало незадовољство јер су претрпели велике губитке зато што су их Римљани излагали непотребним опасностима што је био начин да се готска племена ослабе, а након битака, награде за верну службу су изостајале, те су они према старом готском обичају попели Алариха на штит и прогласили га краљем.

## Поход на Грчку
Аларих је прво ударио на Источно царство. Прво је кренуо на Константинопољ, међутим, схвативши да није у стању да предузме опсаду, вратио се на запад а потом кренуо на југ кроз Тесалију кроз Термопилски теснац у Грчку. Пошто је војска Источног царства тада била заузета одбраном од хунских напада, Руфин, преторијански префект коме је Аркадије препустио сву власт, покушао је да преговара са Аларихом, међутим, једино што је постигао било је да почну да сумњају у њега у Константинопољу да је склопио тајни савез са Визиготима. У међувремену, Стилихон је кренуо на Алариха, и према Клаудијану, могао је да уништи Алариха кад му је Аркадије наредио да се врати. Руфинина су потом убили његови сопствени војници.
То је дало одрешене руке Алариху. Опљачкао је целу Атику, али је поштедео Атину која се сама предала. Године 396. уништио је последње трагове Елеузинских мистерија, а потом је прешао на Пелопонез и освојио Коринт, Арг и Спарту, а многе становнике ових градова продао у робље.
Међутим, 397. године Стилихон је морем дошао у Грчку и успео је да заустави Визиготе на граници измешу Елиде и Аркадије. Аларих је једва побегао одатле, а Стилихон је опед добио наређење да се врати. Аларих је тада прешао Коринтски залив и наставио да пустоши Грчку северно од Епира све док га источна влада није прогласила за врховног војсковођу Илирика.

## Први поход на Италију
Аларих је кренуо први пут на Италију око 400. годин. Након пустошења северне Италије и терорисања грађана Рима, Алариха је зауставио Стилихон код Полентије (данашњи Пијемонт) у бици која се одиграла 6. априла 402. године.
Након још једног пораза код Вероне, Аларих је напустио Италију, вероватно око 403. године. Иако је морао да се повуче, његова инвазија на Италију је имала важне последице. Седиште престонице је премештено из Милана у Равену, због његовог напада морала је бити повучена Легија XX Валерија Виктрикс из Британије, а вероватно је и да је овај поход олакшао инвазију Вандала, Свева и Алана на Галију, која се завршила тако што је Римско царство изгубило провинције Галију и Хиспанију.

## Други поход на Италију
Аларих је постао пријатељ са својим дотадашњим противником, Стилихоном. Односи између Западног и Источног царства су се толико затегли да је мало недостајало да избије грађански рат. Стилихон је хтео да употребио Аларихове снаге против Хонорија који је претендовао на префектуру Илирик. Аркадије је међутим, умро 408. године, што је допринело стишавању ситуације, међутим, Аларих је захтевао да му се плати зато што на крају ипак неће ићи у војни поход, на шта је Сенат пристао под великим Стилихоновим притиском.
Али неколико месеци касније, Стилихон је био убијен по Хоноријевом наређењу, а породице многих његових присталица и пријатеља, као и германских ратника биле су побијене. У знак освете, ти људи су тражили од Алариха да их поведе у рат против Римљана, те је у септембру 408. године Аларих прешао Јулијске Алпе и био пред вратима Рима и започео опсаду.
Прва Аларихова опсада Рима се завршила без проливања крви. Пошто је град морила глад, сенат је одлучио да преговара са Аларихом, те му је на крају платио позамашан откуп у злату, свили и зачинима како би дигао опсаду.
Аларих је онда започео преговоре којима је хтео да добије комад земље на коме би се његов народ за стално настанио. Међутим, како Хонорије никако није пристајао на Аларихове захтеве (300 са 220 km територије између Дунава и Венецијанског залива), Аларих је, пошто је други пут опсео Рим 409. године, постигао договор са сенатом, уз чију је сагласност поставио Приска Атала за цара у Равени. Међутим, Атал је био неспособан и изгубио је Африку која је била житница Рима, што је угрозило Аларихов положај у опсади. Осим тога, Теодосије II, Хоноријев синовац, посао је Риму у помоћ шест легија из Константинопоља.
Аларих се онда ослободио свог цара-марионете након 11 месеци лоше владавине, и још једном покушао да преговара са Хоноријем. Међутим, ни ови преговори нису успели, те је Аларих кренуо у трећу, у историји чувену опсаду Рима. Дана 24. августа 410. године, Визиготи су продрли у Рим кроз Порта Саларија на североистоку града и подвргли град тродневној пљачки.
Након што је заузео Рим, Аларих се упутио ка Калабрији. Хтео је да освоји Африку јер као житница Рима, била је кључни фактор за владавање целом Италијом, међутим његови бродови су били уништени у олуји а велики број војника је погинуо. Сам Аларих је умро 410. године, по неким историчарима од грознице, и био је сахрањен у кориту реке Бусенто. Ток је привремено скренут како би се ископао гроб у ком су сахрањени визиготски вођа са својим драгоценостима. Када је сахрана била готова, ток реке је враћен, а заробљеници који су копали гроб били су убијени како би се сачувала тајна о месту Алариховог гроба. По веровању Гота, река је требало да разнесе Аларихову славу по целом свету.
Алариха је наследио његов шурак, Атаулф који ће се три године касније оженити Хоноријевом сестром Галом Плацидијом.